# Геліографія

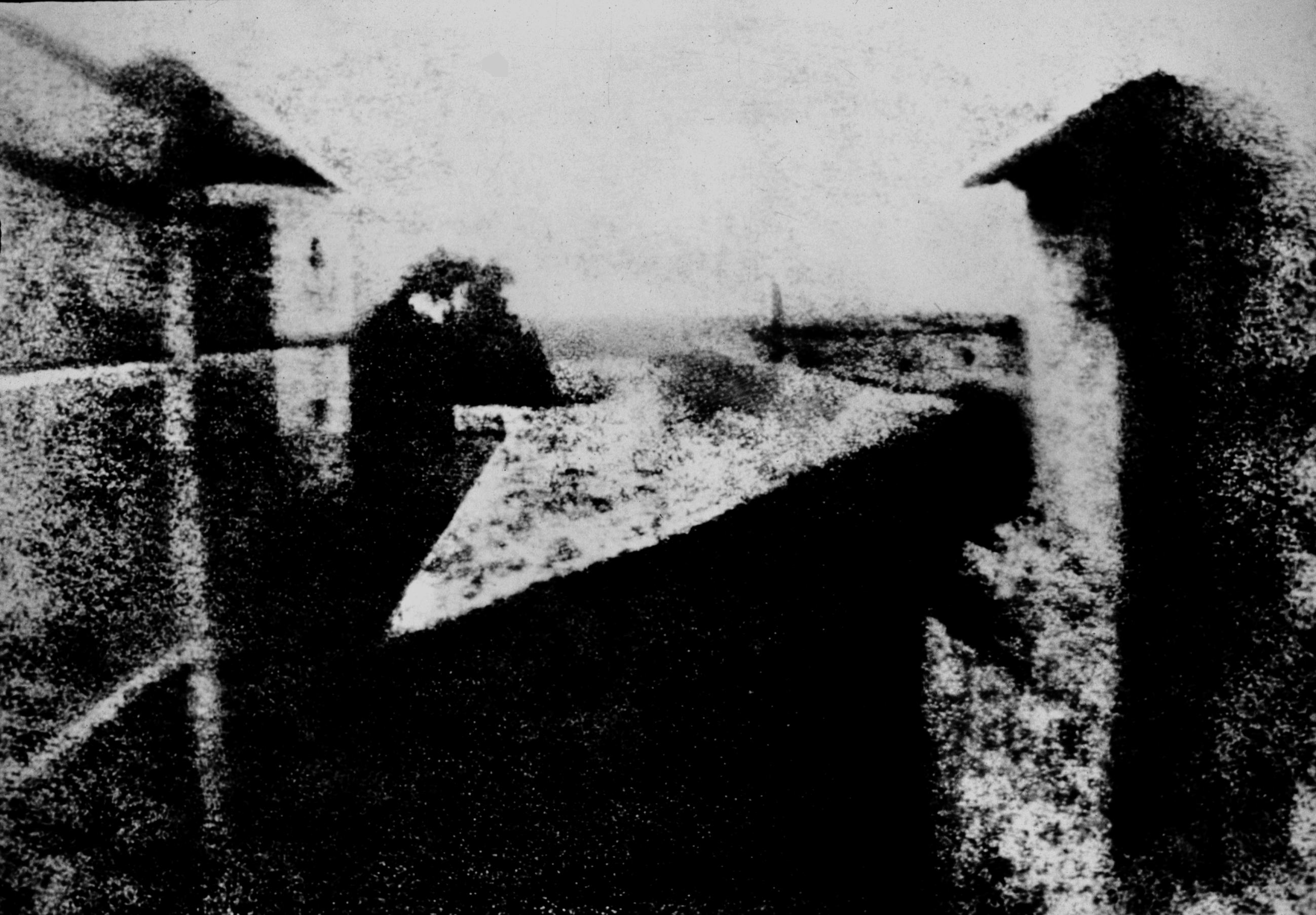
«Вид з вікна в Ле Гра» (Point de vue du Gras) — геліогравюра, створена Нісефором Ньєпсом у 1826 році

Геліографія — ранній фотографічний процес, винайдений Нісефором Ньєпсом у 1822 році, який послужив теоретичною основою для розробки дагеротипії. Зображення, виготовлені таким способом, називаються геліогравюрами, і можуть бути отримані як контактним способом, так і за допомогою камери-обскури.

## Історія
Цей спосіб отримання зображень за допомогою світла спочатку був спробою удосконалення літографії. Французький винахідник Жозеф Ньєпс Нісефор, маючи великий досвід в області фотохімії, у 1813 році почав експерименти по закріпленню світлових зображень хімічними способами. Через три роки він отримав перші знімки на хлорсрібному папері, які швидко вицвітають на світлі. Крім того, ці зображення були негативними, що ніяк не влаштовувало винахідника. Розчарувавшись у можливостях срібних солей, у 1822 році він домігся першого успіху за допомогою сирійського асфальту (бітуму), який наносив на олов'яні платівки або літографський камінь. Частина знімків виконувалася на скляній підкладці. Найперша з геліогравюр, яка збереглася до наших днів, називається «Вид з вікна в Ле Гра» (фр. Point de vue du Gras), створена у 1826 році. Назва «геліографія» (буквально: «сонячне письмо») підкреслювало нерозривний зв'язок технології зі сонячним світлом.
У результаті впливу світла на шар бітуму, його експоновані ділянки піддавалися частковій полімеризації та втрачали розчинність ув певних речовинах. Після обробки сумішшю нафти і лавандової олії, неекспонований бітум змивався з олов'яної пластини, тоді як на засвічених ділянках він залишався. Отримане таким чином зображення знову виявилося негативним, оскільки оголені від бітуму неекспоновані ділянки металу блищали. Ньєпс намагався усунути цей блиск, обробляючи пластину парами йоду, але позитивного результату не домігся. Наступним кроком досліджень було додавання стадії травлення пластини кислотою, впливаючи тільки на неекспоновані ділянки, з яких був змитий бітум. Таким чином, в оброблених місцях поверхня змінювала свою структуру, набуваючи здатність утримувати фарбу. Обробка закінчувалася видаленням залишків бітуму спиртом і промиванням у воді. У будь-якому варіанті технологія виявилася малопридатною для фотографування з натури через дуже низьку світлочутливість бітуму, який давав контрастне зображення без деталей і півтонів. Тому, подальші пошуки можливості фіксації світлового малюнка Ньєпс вів абсолютно в іншому напрямку спільно з Луї Дагером, що призвело до розробки дагеротипії.
Однак, для виготовлення друкарських кліше за допомогою контактного друку геліографія виявилась цілком придатною. Надалі процес із незначними змінами використовувався в друкарській справі для створення як штрихових, так і напівтонових зображень. Так, у 1853 році французи Лемерсьє і Двані розробили так звану півтонову фотолітографію на основі асфальтового принципу. Пізніше гравер Жан Батіст Каміль Коро розробив метод «кліше-верр», який дозволяє тиражувати гравюри, створені в шарі фарби на склі, способом геліографії Ньепса.